# Djamel Kehal Medjdoub
Djamel Kehal Medjdoub, (en arabe : جمال كحال مجدول), est un militaire algérien de l'armée algérienne. Il est le commandant de Direction générale de la Sécurité et de la Protection présidentielle de 2005 à 2015. Puis en juillet 2022, il est nommé Directeur général de la Direction générale de la Sécurité intérieure.

## Biographie
Djamel Kehal Mejdoub est originaire d’El Milia, il envisage une carrière de footballeur avant d’intégrer l’armée. Il se forme au sein de l’école du Département du renseignement et de la sécurité (DRS) à Alger, puis à l'école de Saint-Cyr et enfin auprès du Service fédéral de sécurité de la fédération de Russie.
À la suite des coups de feu dans la nuit du 16 au 17 juillet 2015 dans la résidence médicalisée de Zéralda du président Abdelaziz Bouteflika, Djamel Kehal Mejdoub est limogé de son poste de chef de la sécurité présidentielle et remplacé par le colonel Nacer Habchi. Deux autres cadres du régime sont aussi remplacés à savoir ; le chef du contre-espionnage le général Ali Bendaoud, le colonel Abdelaziz lui succède et le général qui dirige la garde républicaine, Ahmed Moulay Meliani remplacé par le général de corps d'armée Ben Ali Ben Ali.
En octobre Djamel Kehal Medjdoub est refoulé de l’aéroport d’Alger alors qu'il veut quitter le pays. Ahmed Gaïd Salah, vice-ministre de la Défense nationale et chef d’état-major de l’armée, décide qu'il sera jugé par le tribunal militaire de Constantine car les officiers ne doivent pas être jugés là où ils ont exercé. En décembre 2015, il est condamné à trois ans de prison,.
En mars 2016, le président Abdelaziz Bouteflika demande des nouvelles de Djamel Kehal Mejdoub, qu'il ne voit plus, alors que c'est lui qui l'aurait congédié. Cet épisode interroge sur la lucidité du président. 
En 2019, Djamel Kehal Mejdoub, alors à la retraite, dément l'information qu'il a participé à une réunion avec Liamine Zeroual et le général Toufik. Il indique avoir simplement « salué les personnes en question qu’il a rencontré sur le chemin de sa maison à la résidence d’État Moretti ». Il affirme ne faire partie d'aucun clan.
Le 13 juillet 2022, Djamel Kehal Mejdoub est nommé directeur général de la Direction générale de la Sécurité intérieure (DGSI) au sein de la Coordination des services de sécurité, il remplace à ce poste le Général-Major Abdelghani Rachedi. Il est installé dans ses nouvelles fonctions par le chef d'État-Major de l'Armée nationale populaire, Saïd Chengriha.
En 2023, le journaliste Nicolas Beau indique que Djamel Kehal Mejdoub est malade et se fait soigner en France. En janvier 2024, selon le site Algérie Part du journaliste Abdou Semmar, Djamel Kehal Mejdoub, âgé de 82 ans, est hospitalisé à Bruxelles, victime d'un AVC qui l'handicape gravement. Le général Abdelkader Haddad, dit « Nacer El Djinn » aurait assuré sa succession.